# Григор'євка (Бугурусланський район)
Григо́р'євка (рос. Григорьевка) — село у складі Бугурусланського району Оренбурзької області, Росія.

## Населення
Населення — 132 особи (2010; 186 у 2002).
Національний склад (станом на 2002 рік):
- мордва — 62 %
- росіяни — 38 %